# Ceraticelus minutus
Ceraticelus minutus är en spindelart som först beskrevs av James Henry Emerton 1882.  Ceraticelus minutus ingår i släktet Ceraticelus och familjen täckvävarspindlar. Inga underarter finns listade i Catalogue of Life.